# Urdolmen von Twietfort
Der Urdolmen von Twietfort (auch Großsteingrab Twietfort 1) liegt wenige 100 m südlich des Forsthauses Twietfort bei Ganzlin im Süden von Mecklenburg. Das gut erhaltene Großsteingrab mit der Sprockhoff-Nr. 419 entstand zwischen 3500 und 2800 v. Chr. in der Jungsteinzeit als Dolmen der Trichterbecherkultur (TBK).
Die kleine Nord-Süd orientierte Kammer des allseits geschlossenen eingetieften Urdolmens liegt in einem Hügel. Die Kammergröße beträgt 1,6 × 0,8 m. Die westliche Seite besteht aus einem, die östliche aus zwei Tragsteinen. Im Süden wird die Kammer von zwei übereinanderliegenden Steinen verschlossen. Da der Schlussstein der Nordseite fehlt, ist eine genauere Bestimmung des Urdolmens nicht möglich. Es wird z. B. nicht deutlich, ob es sich um eine Blockkiste handelt. Der 1,60 × 1,40 m große Deckstein liegt auf. Gefunden wurde eine Anzahl bronzezeitlicher Gefäße, die von einer Nachbestattung stammen.
In nordwestlicher Nähe liegt das Großsteingrab Twietfort 2.